# Szeroki Żleb (dolina Hlina)

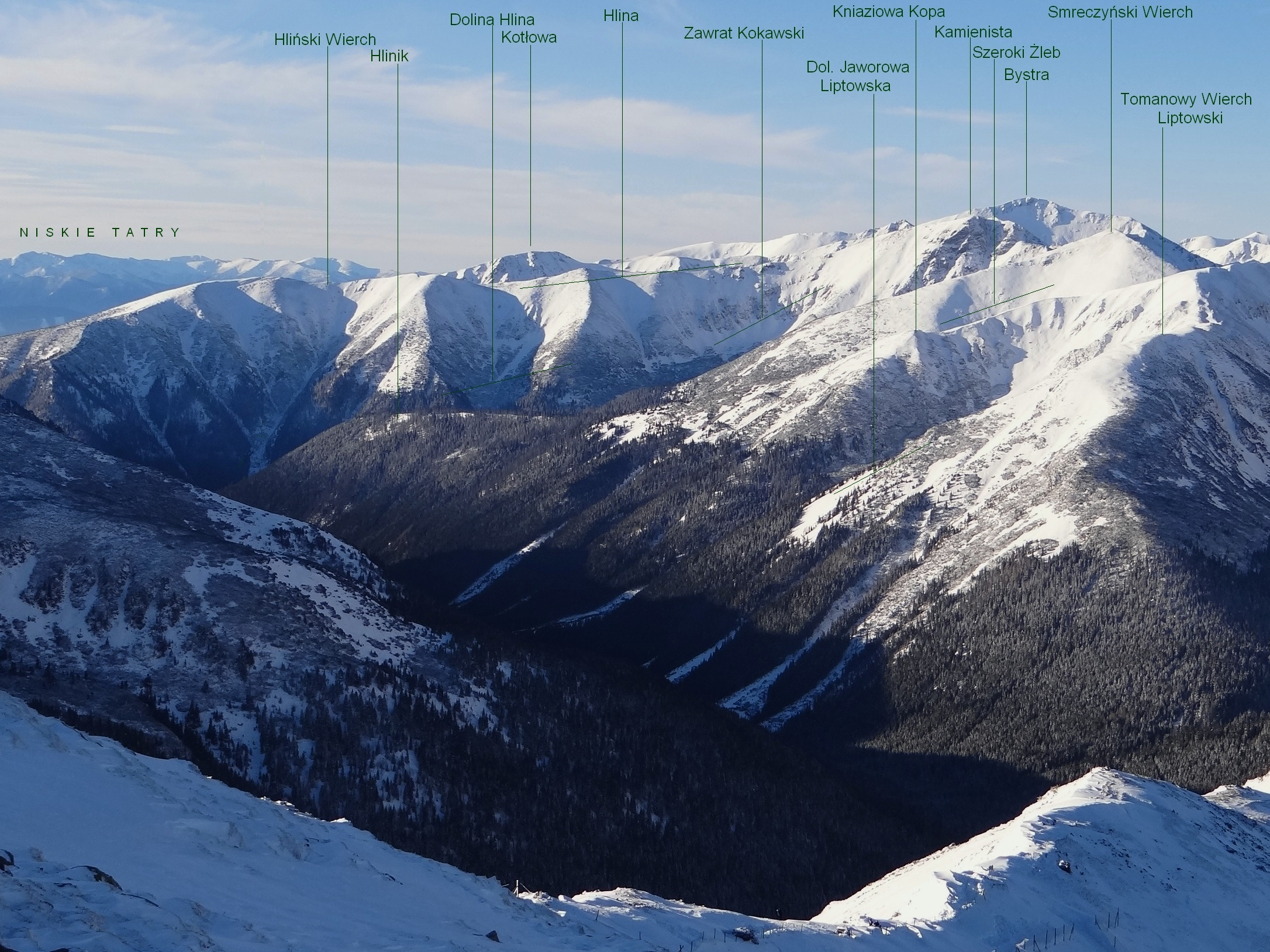
Widok z Kasprowego Wierchu

Szeroki Żleb (słow. Široký žľab) – górne, orograficznie lewe odgałęzienie doliny Hliny w słowackich Tatrach Zachodnich. Opada w południowym kierunku spod Tomanowego Wierchu Polskiego (1977 m). Orograficznie lewe zbocza Szerokiego Żlebu tworzy grzęda opadająca w południowym kierunku od krótkiej, południowo-wschodniej grańki Tomanowego Wierchu Polskiego. Po drugiej stronie tej grzędy znajduje się Kniaziowy Żleb uchodzący do Szerokiego Żlebu. Prawe zbocza Szerokiego Żlebu tworzy krótki południowo-wschodni grzbiet Smreczyńskiego Wierchu (2066 m). Szeroki Żleb ma górą lejkowaty kształt i uchodzi do niego jeszcze mniejszy żleb spod Smreczyńskiej Przełęczy i trzy żlebki z południowo-wschodniego grzbietu Smreczyńskiego Wierchu. Wszystkie te żleby jeszcze przed ujściem Kniaziowego Żlebu łączą się w jedno koryto. Górna część Szerokiego Żlebu jest trawiasta, miejscami piarżysta, dolna porasta kosodrzewiną. Zimą z górnej, lejkowatej części Szerokiego Żlebu schodzą czasami lawiny, przewalające się w dół jego głównym korytem. Dnem Szerokiego Żlebu spływa Hliński Potok.